# Pu’er
Pu’er (chinesisch 普洱市, Pinyin Pǔ’ěr Shì – „Pu’er-Stadt“) a) ist eine bezirksfreie Stadt in der chinesischen Provinz Yunnan. Es handelt sich dabei um die ehemalige bezirksfreie Stadt Simao (思茅市,  Sīmáo Shì), die am 21. Januar 2007 in Pu’er umbenannt wurde. Bei dieser Gelegenheit wurden auch das Verwaltungszentrum (Stadtbezirk Cuiyun) in Stadtbezirk Simao und der autonome Kreis Pu’er in autonomer Kreis Ning'er umbenannt.

## Geographie und Klima
Die Stadt Pu’er liegt im Süden der Provinz Yunnan. Mit einer Landfläche von 45.385 Quadratkilometern ist sie die flächenmäßig größte Verwaltungseinheit auf Bezirksebene in der Provinz Yunnan. Die Nord-Süd-Ausdehnung beträgt 208,5 Kilometer, und die Ost-West-Ausdehnung liegt zwischen 55 Kilometern im Norden und 299 Kilometern im Süden. Sie grenzt im Süden an Myanmar, Laos und Vietnam. Die Länge der Außengrenze beträgt 486 Kilometer (303 Kilometer zu Myanmar, 116 Kilometer zu Laos und 67 Kilometer zu Vietnam). 98,3 Prozent der Stadtgebiets bestehen aus Bergland. Die Höhe über dem Meeresspiegel variiert zwischen 317 und 3370 Metern. Das zentrale Stadtgebiet liegt auf einer Höhe von 1302 Metern über dem Meeresspiegel. Entsprechend der großen Höhenunterschiede sind verschiedene Klimazonen, von tropisch über suptropisch bis gemäßigt zu finden. Die jährliche frostfreie Zeit beträgt mehr als 315 Tage, die Jahresmitteltemperatur beträgt 19,5 °C und der jährliche Niederschlag variiert zwischen 1100 und 2780 mm.
Kunming, die Hauptstadt der Provinz Yunnan, liegt ungefähr 550 Kilometer von der Stadt Pu'er entfernt.

## Bevölkerung
Die Volkszählung 2020 ergab eine Einwohnerzahl von 2.404.954. Neben Han-Chinesen leben in Pu’er viele Angehörige ethnischer Minderheiten Chinas, vor allem Yi, Hani, Dai, Lahu und Va. 61,2 % der Bevölkerung gehörten im Jahr 2020 nationalen Minderheiten an.

## Verwaltungsgliederung
Auf Kreisebene setzt Pu’er sich aus einem Stadtbezirk und neun autonomen Kreisen zusammen. Diese sind (Hauptorte in Klammern, Stand der Einwohnerzahlen: Zensus 2020):
- Bezirk Simao 思茅区, 3.864 km², 416.188 Einwohner;
- autonomer Kreis Ning’er der Hani und Yi 普洱哈尼族彝族自治县, 3.673 km², 162.711 Einwohner, (Großgemeinde Ning’er 宁洱镇);
- autonomer Kreis Mojiang der Hani 墨江哈尼族自治县, 5.263 km², 281.554 Einwohner, (Großgemeinde Lianzhu 联珠镇);
- autonomer Kreis Jingdong der Yi 景东彝族自治县, 4.446 km², 303.109 Einwohner, (Großgemeinde Jinping 金平镇);
- autonomer Kreis Jinggu der Dai und Yi 景谷傣族彝族自治县, 7.525 km², 277.417 Einwohner, (Großgemeinde Weiyuan 威远镇);
- autonomer Kreis Zhenyuan der Yi, Hani und Lahu 镇沅彝族哈尼族拉祜族自治县, 4.137 km², 179.503 Einwohner, (Großgemeinde Enle 恩乐镇);
- autonomer Kreis Jiangcheng der Hani und Yi 江城哈尼族彝族自治县, 3.447 km², 111.033 Einwohner, (Großgemeinde Menglie 勐烈镇);
- autonomer Kreis Menglian der Dai, Lahu und Va 孟连傣族拉祜族佤族自治县, 1.896 km², 144.693 Einwohner, (Großgemeinde Menglian 孟连镇);
- autonomer Kreis Lancang der Lahu 澜沧拉祜族自治县, 8.734 km², 441.455 Einwohner, (Großgemeinde Menglang 勐朗镇);
- autonomer Kreis Ximeng der Va 西盟佤族自治县, 1.262 km², 87.291 Einwohner, (Großgemeinde Mengsuo 孟梭镇).

## Anmerkung
- a) Die lexikalisch korrekte Standardaussprache des Schriftzeichens 洱 im Kantonesischen ist ji5. Doch im Alltag wird in Zusammenhang mit der Stadt und dem bekannten Tee der Region beinahe überall im kantonesische Sprachraum das Schriftzeichen 洱 mit nei2 statt ji5 ausgesprochen – also für die Stadt Pu’er (chinesisch 普洱市, Pinyin Pǔ’ěr Shì, Jyutping Pou2nei2 Si5 – „Pu’er-Stadt“).